# Aimée de Heeren
Aimée de Heeren (Castro, Brésil 3 août 1903 - New York, 14 septembre 2006) fut une célébrité brésilienne, et une figure de la haute société internationale.

## Biographie
De son nom de jeune fille Aimée Soto-Maior de Sá, elle est née à Castro, dans l'État du Paraná, au Brésil. 
Elle déménagea dans les années 1920 à Rio de Janeiro, où elle épousa Luís Simões Lopes, chef de cabinet du président Getúlio Vargas. Leur mariage ne survécut pas aux rumeurs de liaison entre Aimée et Vargas, bien qu'elle n'admît ni ne niât jamais avoir été sa maîtresse.
À la fin des années 1930, elle quitta le Brésil pour aller vivre en Europe, mais la Seconde Guerre mondiale l'obligea à partir pour les États-Unis, où elle tombe amoureuse de Joseph P. Kennedy Jr. Plus tard, elle épousa Rodman de Heeren, riche héritier des grands magasins Wanamaker ; le couple possédait des résidences à Paris, New York, Palm Beach et la villa « La Roseraie » à Biarritz. À Paris, elle vivait parfois à l'Hôtel Meurice.
Elle a acquis et collectionné nombre des bijoux de l'écrin de l'ex-impératrice Eugénie (morte à 94 ans en 1920), qui avait « créé » Biarritz,.
Au milieu des années 1950, Assis Chateaubriand, magnat de la presse brésilien, tomba amoureux d'Aimée.
À plusieurs reprises, elle figura sur la liste des femmes les mieux habillées au monde.
Son appartenance à la haute société internationale lui permit de rencontrer et fréquenter des figures majeures de l'histoire du XXe siècle dans des domaines aussi variés que la politique (plusieurs membres du clan Kennedy, Winston Churchill, plusieurs politiques brésiliens, français, américains, britanniques…), les arts (Pablo Picasso, Salvador Dalí, Van Dongen, José-Maria Vidal-Quadras, Jean Cocteau, Truman Capote, Cecil Beaton, Orson Welles…), les sciences (Thomas Edison), les affaires (Vidal Sassoon, Rothschild…), ou la haute aristocratie.
Elle a vécu tous les événements majeurs du XXe siècle et connut beaucoup des acteurs principaux qui y avaient participé.
Douée d'une grande intelligence, d'un grand esprit d'observation et d'une grande curiosité pour les innovations, elle était consciente d'avoir vécu à une époque prééminente de l'histoire de l'humanité (découvertes scientifiques et techniques), et assisté à des prouesses majeures, telles que le premier voyage dans l'espace (elle côtoya d'ailleurs Buzz Aldrin), préfigurant de nouveaux changements et nouvelles prouesses techniques, encore plus spectaculaires et rapides.

## Dernières années, 100 ans passés
Aimée de Heeren avait une inhabituelle vitalité. Elle continuait à vivre entre ses 4 résidences.
Une fête somptueuse fut organisée à Biarritz pour fêter ses 100 ans, avec la seule particularité que personne ne savait qu'il s'agissait de son 100e anniversaire, car son âge était un des secrets les mieux gardés.
À Paris, afin de rester dans l'actualité, elle prenait des cours d'internet dans le Cybercafé de Paris (aujourd'hui Crèmerie de Paris). Ceci impressionnait beaucoup de gens âgés dans la haute société comme ses amis le baron Alexis de Redé ou le baron Guy de Rothschild qui venaient par la suite eux aussi dans ce cybercafé prendre des cours.
À 101 ans, elle a encore effectué un voyage en ex-Yougoslavie pour assister à un anniversaire. À Biarritz, elle nageait dans l'océan Atlantique régulièrement, et ce jusqu'à l'âge de 102 ans.
Elle est décédée à New York à l'âge de 103 ans.

## Liens
- Site officiel d'Aimée de Heeren
- Cybercafe de Paris
- Aimée de Heeren dans la longe histoire de mode du Pavillon des Drapiers